# Bartosz Rudyk
Bartosz Rudyk (Breslavia, 18 settembre 1998) è un pistard e ciclista su strada polacco che corre per il team Monogo Lubelskie Perła Polski.

## Biografia
È il fratello minore del pistard Mateusz Rudyk.

## Palmarès

### Pista
- 2016

Troféu Internacional de Anadia, Scratch Junior (Anadia)
- 2018

GP Poland, Inseguimento a squadre (con Adrian Kaiser, Daniel Staniszewski e Adrian Teklinski)
GP Poland, Scratch
- 2019

Campionati polacchi, Inseguimento a squadre (con Adrian Tekliński, Dawid Migas e Łukasz Michalski)
Campionati polacchi, Americana Under-23 (con Dawid Migas)
- 2020

GP Presov, Scratch
Campionati europei, Scratch Under-23
Campionati polacchi, Velocità
- 2021

Campionati polacchi, Inseguimento individuale
- 2023

Panevezys, Scratch
Panevezys, Omnium
Campionati polacchi, Corsa a punti
Campionati polacchi, Americana (con Kacper Majewski)
Campionati polacchi, Omnium
- 2024

Grenchen, Scratch

### Strada
- 2016 (Juniores)

4ª tappa Coupe du Président de la Ville de Grudziądz (Grudziądz > Grudziądz)
- 2023 (Voster ATS Team, tre vittorie)

1ª tappa Belgrado-Banja Luka (Belgrado > Bijeljina)
4ª tappa Dookoła Mazowsza (Kozienice > Kozienice)
Puchar Ministra Obrony Narodowej
- 2024 (ATT Investments, due vittorie)

5ª tappa International Tour of Hellas (Atene > Atene)
2ª tappa Dookoła Mazowsza (Grodzisk Mazowiecki > Grodzisk Mazowiecki)
- 2025 (Monogo Lubelskie Perła Polski, una vittoria)

Grand Prix Apollon Temple

#### Altri successi
- 2024 (ATT Investments)

Classifica a punti International Tour of Hellas

## Piazzamenti

### Competizioni mondiali
- Campionati del mondo su pista

Aigle 2016 - Inseguimento a squadre Junior: 11º
Aigle 2016 - Chilometro a cronometro Junior: 19º
Apeldoorn 2018 - Inseguimento individuale: 19º
Pruszków 2019 - Inseguimento a squadre: 7º
Berlino 2020 - Velocità: 4º
Roubaix 2021 - Velocità: 7º
Roubaix 2021 - Inseguimento a squadre: 8º
Roubaix 2021 - Scratch: 16º
Saint-Quentin-en-Yvelines 2022 - Inseguimento a squadre: 12º
Saint-Quentin-en-Yvelines 2022 - Americana: ritirato
Ballerup 2024 - Keirin: 5º
- Campionati del mondo su strada

Doha 2016 - In linea Junior: 31º
Fiandre 2021 - Staffetta: 10º
- Giochi olimpici

Parigi 2024 - Keirin: 10º

### Competizioni europee
- Campionati europei su pista

Montichiari 2016 - Inseguimento a squadre Junior: 2º
Montichiari 2016 - Chilometro a cronometro Junior: 4º
Anadia 2017 - Inseguimento individuale Under-23: 5º
Anadia 2017 - Inseguimento a squadre Under-23: 3º
Berlino 2017 - Inseguimento a squadre: 6º
Berlino 2017 - Inseguimento individuale: 10º
Berlino 2017 - Chilometro a cronometro: 22º
Aigle 2018 - Inseguimento individuale Under-23: 8º
Aigle 2018 - Inseguimento a squadre Under-23: 5º
Glasgow 2018 - Inseguimento a squadre: 5º
Glasgow 2018 - Inseguimento individuale: 13º
Gand 2019 - Corsa a eliminazione Under-23: 6º
Gand 2019 - Inseguimento a squadre Under-23: 6º
Gand 2019 - Corsa a punti Under-23: 14º
Apeldoorn 2019 - Inseguimento a squadre: 8º
Apeldoorn 2019 - Corsa a punti: 11º
Fiorenzuola d'Arda 2020 - Corsa a punti Under-23: 5º
Fiorenzuola d'Arda 2020 - Scratch Under-23: vincitore
Fiorenzuola d'Arda 2020 - Americana Under-23: 3º
Grenchen 2021 - Inseguimento a squadre: 6º
Grenchen 2021 - Scratch: 7º
Grenchen 2021 - Americana: ritirato
Monaco di Baviera 2022 - Inseguimento a squadre: 7º
Monaco di Baviera 2022 - Scratch: 15º
Monaco di Baviera 2022 - Americana: 9º
Grenchen 2023 - Inseguimento a squadre: 8º
Grenchen 2023 - Inseguimento individuale: 12º
Apeldoorn 2024 - Scratch: 10º